# Highlands (New Jersey)
Pour les articles homonymes, voir Highlands.
Highlands est un borough situé dans le comté de Monmouth, dans l’État du New Jersey, aux États-Unis.